# Гадамес
Гада́мес — оазис на северо-западе Ливии, на стыке ливийской, тунисской и алжирской границ. Расположен на дне вади там, где издревле пересекались пути караванов.
Сознавая стратегическое значение оазиса, древние римляне построили в нём крепость лат. Cydamus. Византийские миссионеры принесли сюда христианство и сделали Гадамес центром епископии. На столпах древней церкви покоится одна из мечетей современного города.

Застройка старого Гадамеса

Старый город разделён по этническому составу населения на несколько кварталов. Туареги, число которых составляет около 7 тысяч, издавна селились за городскими стенами, поэтому историческая часть города в настоящее время пустынна.
Старая часть Гадамеса признана ЮНЕСКО памятником Всемирного наследия на том основании, что характерные для городской застройки многоэтажные глинобитные дома исключительным образом иллюстрируют приспособление человека к проживанию в условиях 50-градусного зноя Сахары.